# Georg Fey (Politiker, 1878)
Georg Fey (* 28. März 1878 in Bad Hersfeld; † 30. Januar 1955 in Hagen (Westfalen)) war ein deutscher Politiker (SPD) und Mitglied des Preußischen Landtags.

## Leben
Georg Fey war Sohn eines Arbeiters und besuchte von 1884 bis 1892 die Volksschule. Daran schloss sich eine Lehre als Steinmetz an. In diesem Beruf war er bis 1902 in Gotha und Erfurt tätig, bevor er Konsumverwalter in Bad Hersfeld und ab 1904 in Hagen wurde. Fey wurde Aufsichtsratsmitglied der Konsumgenossenschaft „Vorwärts“ in Barmen und übernahm 1906 die Stelle des Geschäftsführers und Berichterstatters der Hagener Filiale der „Freien Presse“. Von 1912 bis 1924 war er Stadtverordneter in Hagen, von 1919 bis 1921 war er Mitglied der Preußischen Landesversammlung. Ab 1921 war Fey Angestellter des Stadttheaters in Hagen. Nach 1945 war Fey wieder in der SPD aktiv.